# Super Bowl XXVI
Super Bowl XXVI var den 26:e upplagan av Super Bowl, finalmatchen i amerikansk fotbolls högsta liga, National Football League, för säsongen 1991. Matchen spelades den 26 januari 1992 mellan Buffalo Bills och Washington Redskins, och vanns av Washington Redskins. De kvalificerade sig genom att vinna slutspelet i konferenserna American Football Conference respektive National Football Conference. Båda lagen hade vunnit respektive konferens med rekordsiffror. Washington vann 14 matcher och förlorade två, medan Buffalo Bills hade vunnit 13 matcher och förlorat tre. I matchen fick Washinton en ledning med 17-0 i börja av andra quaertern och höll sedan ifrån i resten av matchen.
Värd för Super Bowl XXVI var Hubert H. Humphrey Metrodome i Minneapolis i Minnesota. Nationalsången sjöngs av Harry Connick Jr. och det var första gången i Super Bowl som den också teckenspråktolkades vid framförandet.
Slantsinglingen gjordes av Chuck Noll, som varit huvudtränare för Pittsburgh Steelers i 23 år. Via länk till rymdfärjan Discovery, som kretsade kring jorden, genomförde några ur besättningen en symbolisk "mänsklig slantsingling".